# Thiou-Sambin
Pour les articles homonymes, voir Thiou (homonymie) et Sambin.
Thiou-Sambin est une localité située dans le département de Pissila de la province du Sanmatenga dans la région Centre-Nord au Burkina Faso.

## Histoire
Thiou-Sambin est rattaché administrativement à Sambin-Nabitenga.

## Éducation et santé
Le centre de soins le plus proche de Thiou-Sambin est le centre de santé et de promotion sociale (CSPS) de Pissila tandis que le centre hospitalier régional (CHR) se trouve à Kaya.
L'école primaire publique se trouve à Sambin-Nabitenga.